# Pee Wee Hunt

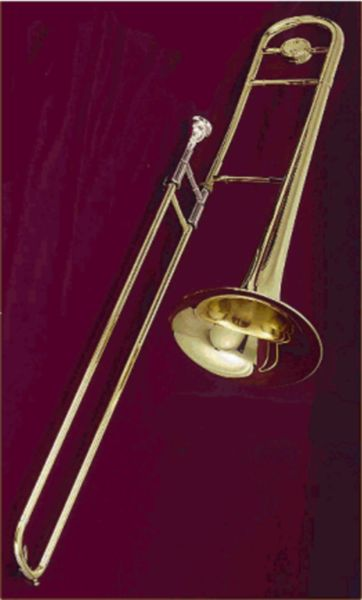

Pee Wee Hunt (Walter Gerhardt „Pee Wee” Hunt) (Mount Healthy, Ohio, 1907. május 10. – Plymouth, Massachusetts, 1979. június 22.) amerikai dzsesszharsonás, énekes, zenekarvezető.

## Pályakép
Édesanyja bendzsózott, apja hegedült. Tizenéves korában már egy helyi zenekara volt. Az Ohio Állami Egyetemen villamosmérnöki szakon végzett, közben a bendzsót harsonára cserélte. Zenét a cincinnati Zenei Konzervatóriumban tanult.
1928-ban csatlakozott Jean Goldkette zenekarához.
A Twelfth Street Rag c. lemeze 3 millió példányban kelt el.

## Lemezek
(válogatás)
- 1948 Twelfth welth Street Rag (AP)
- 1950 Straight from Dixie (Capitol)
- 1952 Dixieland Detour (Capitol)
- 1954 Swingin' Around (Capitol)
- 1956 Pee Wee and Fingers (Capitol)
- 1958 Rodgers & Hammerstein a La Dixie (Capitol)
- 1958 Pee Wee Hunt and His Dixieland Band (Royale)
- 1978 On the Sunny Side (Glendale)
- 1944, 1955 12th Street Rag (GOO)